# Jack Ü
Jack Ü est un projet collaboratif formé par le duo de DJ américains Diplo, fondateur de Mad Decent, et Skrillex, fondateur de OWSLA, créé en 2013. Le groupe s'est produit à l'Ultra Music Festival de Miami en 2014. Leur premier titre intitulé Take Ü There en featuring avec Kiesza est sorti le 17 septembre 2014. Ils ont publié leur premier album Skrillex and Diplo Present Jack Ü le 27 février 2015.
Jack Ü se produit lors de la clôture de l'Ultra Music Festival 2015, avec de nombreux invités, tels que CL, Kai, Diddy, Kiesza et Justin Bieber.

## Biographie
Les débuts de Jack Ü prennent place lors de la Mad Decent Block Party, à San Diego le 15 septembre 2013, la tournée nationale du label Mad Decent. Cette tournée permet de mettre en avant les artistes du label. Diplo annonce le projet en publiant les têtes d'affiches de plusieurs date de la tournée Mad Decent Block Party dont Jack Ü fait partie. Après avoir été questionné par de nombreuses personnes sur l'identité de Jack Ü, Diplo révèle finalement que « Jack Ü ... signifie Skrillex et Diplo ensemble ».
Les deux artistes avaient travaillé ensemble sur divers projets depuis que Skrillex avait chanté et joué de la guitare sur un titre de Major Lazer, un autre projet de Diplo. En 2011, Diplo a aussi travaillé sur un morceau avec Skrillex nommé Amplifire.
Le 30 mars 2014, Jack Ü joue pendant une heure à l'Ultra Music Festival. Le set comprend une grande variété de genres et est accompagné des titres du premier album studio de Skrillex fraîchement paru, Recess. Il inclut aussi quelques sons hip-hop old school comme Let Me Clear My Throat de DJ Kool. Le duo revient l'année suivante à l'Ultra Music Festival édition 2015, pour clore le festival.
Ils ont collaboré sur un titre combinant des éléments de trap et dubstep, accompagné de voix des artistes coréens CL et G Dragon. Ce titre est  intitulé Dirty Vibe et paraît sur l'album de Skrillex Recess. Quand on leur a demandé comment ils en étaient arrivés à former Jack Ü, Diplo a déclaré « Skrillex a été un des premiers producteurs que j'ai rencontré en arrivant à LA... Nous avons toujours été proches musicalement sur nos idées ». Ils ont composé leurs titres dans le centre de Los Angeles et dans des chambres d’hôtel lors de leurs tournées.
Le 31 décembre 2014, Jack Ü est la tête d'affiche du concert du Madison Square Garden. Les autres artistes présents sont entre autres A$AP Ferg, Rudimental et Yellow Claw.
Le 27 février 2015, le groupe sort son premier album,. Les deux compositeurs ont fêté l’événement avec un concert/soirée de 24 heures, diffusé en direct sur Twitch. Le concert a été interrompu au bout de 18 heures par la police.
Jack Ü se produit en 2015 lors d'une mi-temps des Clippers, avec Kai, Fly Boi Keno, et plusieurs autres célébrités et danseurs.
Le 28 août 2016, Skrillex publie sur son compte Twitter que Jack Ü est en suspension pour un long moment, avant de supprimer rapidement son tweet. En mars 2017, lors d'une interview, Diplo explique la difficulté de travailler avec Skrillex, qui a signé sur un label majeur, Atlantic Records.

## Discographie

### Albums studio
| Titre                                                                        | Détails                                                                                            | Meilleures positions | Meilleures positions | Meilleures positions | Meilleures positions | Meilleures positions | Meilleures positions | Meilleures positions | Meilleures positions | Meilleures positions | Certifications  |
| Titre                                                                        | Détails                                                                                            | É-U                  | É-U Dance            | AUS                  | BEL (FL)             | BEL (WAL)            | CAN                  | N-Z                  | P-B                  | R-U                  | Certifications  |
| ---------------------------------------------------------------------------- | -------------------------------------------------------------------------------------------------- | -------------------- | -------------------- | -------------------- | -------------------- | -------------------- | -------------------- | -------------------- | -------------------- | -------------------- | --------------- |
| Skrillex and Diplo Present Jack Ü                                            | - Sorti: 27 février 2015 - Label: Atlantic, Mad Decent, Owsla - Formats: CD, téléchargement, Vinyl | 26                   | 1                    | 12                   | 78                   | 135                  | 23                   | 15                   | 83                   | 131                  | - RIAA: Platine |
| "—" signifie que l'album n'est pas sorti ou ne s'est pas classé dans le pays | |                      |                      |                      |                      |                      |                      |                      |                      |                      |                 |

### Singles
| Titre                                                                          | Année | Meilleures positions | Meilleures positions | Meilleures positions | Meilleures positions | Meilleures positions | Meilleures positions | Meilleures positions | Meilleures positions | Meilleures positions | Meilleures positions | Meilleures positions | Meilleures positions | Meilleures positions | Certifications | Album                             |
| Titre                                                                          | Année | É-U                  | É-U Dance            | AUS                  | BEL (FL)             | BEL (WAL)            | CAN                  | FRA                  | NOR                  | N-Z                  | P-B                  | R-U                  | SUE                  | SUI                  | Certifications | Album                             |
| ------------------------------------------------------------------------------ | ----- | -------------------- | -------------------- | -------------------- | -------------------- | -------------------- | -------------------- | -------------------- | -------------------- | -------------------- | -------------------- | -------------------- | -------------------- | -------------------- | --- | --------------------------------- |
| Take Ü There (featuring Kiesza)                                                | 2014  | —                    | 14                   | —                    | —                    | —                    | —                    | —                    | —                    | —                    | —                    | 63                   | —                    | —                    | - RIAA: Platine | Skrillex and Diplo Present Jack Ü |
| Where Are Ü Now (avec Justin Bieber)                                           | 2015  | 8                    | 1                    | 3                    | 15                   | 11                   | 5                    | 24                   | 12                   | 3                    | 9                    | 3                    | 6                    | 28                   | - ARIA: 2× Platine - BPI: 2× Platine - IFPI DEN: Or - GLF: Platine - RIAA: 6× Platine - RMNZ: 2× Platine - SNEP: Platine | Skrillex and Diplo Present Jack Ü |
| To Ü (featuring AlunaGeorge)                                                   | 2015  | —                    | 28                   | —                    | —                    | —                    | —                    | —                    | —                    | —                    | —                    | —                    | —                    | —                    | - RIAA: Or | Skrillex and Diplo Present Jack Ü |
| Mind (featuring Kai)                                                           | 2016  | —                    | 24                   | —                    | —                    | —                    | —                    | —                    | —                    | —                    | —                    | —                    | —                    | —                    | - RIAA: Or | Skrillex and Diplo Present Jack Ü |
| "—" signifie que le single n'est pas sorti ou ne s'est pas classé dans le pays |       |                      |                      |                      |                      |                      |                      |                      |                      |                      |                      |                      |                      |                      | |                                   |

### Remixes
- 2014 : Beyoncé - 7/11 (Skrillex & Diplo's Jack Ü Remix)